# Ernst von Zastrow
Ernst Erdmann Karl August Theodor von Zastrow (* 23. Juni 1858 in Arnsberg; † 27. März 1926) war ein preußischer General der Infanterie.

## Leben

### Familie
Ernst war ein Sohn des preußischen Oberst und Brigadier der 1. Gendarmerie-Brigade Karl von Zastrow (1809–1876) und dessen Ehefrau Elisa, geborene von Platen (1827–1858). Zastrow verheiratete sich am 28. Juni 1887 in Danzig mit Gertrud von Haußmann (* 1867). Aus der Ehe gingen die Söhne Eberhard (* 1888) und Hellmuth (* 1890) hervor.

### Militärkarriere
Zastrow trat am 15. April 1875 in das Grenadier-Regiment Nr. 5 der Preußischen Armee ein und wurde ab 22. März 1891 im Generalstab eingesetzt. Im Infanterie-Regiment Nr. 115 war er vom 24. Februar 1894 bis 27. Januar 1906. Vom 27. Januar 1896 bis zum 12. August war er im Generalstab. Im Kriegsministerium saß er vom 12. August 1900 bis zum 10. März 1904. Ab dem 10. März saß er etwas mehr als fünf Jahre im Militärkabinett. Im Kriegsmuseum war er vom 1. April 1909 bis zum 1. Mai 1911 aktiv. Kommandant von Koblenz und der Ehrenbreitstein war er vom Mai 1911 bis zum 13. September 1912. Im September 1912 stieg er zum Inspekteur der Landwehr-Inspektion Köln auf, welchen er bis zum 22. März 1913 hielt. Vom März 1913 bis September 1914 war er Gouverneur von Graudenz. Ab dem 12. September 1914 übernahm er die Führung des XVII. Reserve-Korps.

## Auszeichnungen
Für seine Leistungen wurden Zastrow folgende Orden und Ehrenzeichen verliehen:
- Roter-Adler-Orden II. Klasse mit Eichenlaub
- Stern zum Kronenorden II. Klasse
- Komtur des Königlichen Hausordens von Hohenzollern
- Dienstauszeichnungskreuz
- Bayerischer Militärverdienstorden II. Klasse
- Komtur II. Klasse des Albrechtsordens
- Danebrogorden Komturkreuz 1. Grades
- Komtur II. Klasse des Friedrichs-Ordens
- Komtur des Greifenordens
- Kommandeurskreuz II. Klasse des Verdienstordens Philipps des Großmütigen
- Komtur des Belgischen Leopold-Ordens
- Ehrenkreuz des Schaumburg-Lippischen Hausordens II. Klasse
- Spanischer Militärverdienstorden II. Klasse
- Tschernagoridscher Unabhängigkeitsorden Ritterkreuz
- Orden der Eisernen Krone II. Klasse
- Komtur des Ordens der Krone von Italien
- Komtur des Ordens der Württembergischen Krone
- Komtur II. Klasse des Ordens Heinrichs des Löwen
- Komtur II. Klasse des Ordens vom Zähringer Löwen
- Russischer Orden der Heiligen Anna II. Klasse
- Komtur II. Klasse des Sachsen-Ernestinischen Hausordens
- Komtur II. Klasse des Sankt-Olav-Ordens
- Sankt-Stanislaus-Orden II. Klasse
- Komtur II. Klasse des Schwertordens
- Komtur des St. Alexander-Ordens
- Komtur des Sterns von Rumänien